# Walking On
「Walking On」（ウォーキング・オン）は、1980年10月21日に発売されたやしきたかじんの6枚目のシングル。

## 解説
テレビ朝日系時代劇ドラマ「柳生あばれ旅」の主題歌 に採用された。カップリング曲は、前作のシングル表題曲である「明日になれば」が、引き続き同ドラマの挿入歌となった。

## 収録曲
両楽曲共に、作曲：やしきたかじん
1. Walking On[03:20]
  - 作詞：いなばきみこ、編曲：牧田和男
2. 明日になれば [04:55]
  - 作詞：来生えつこ、編曲：若草恵